# 車掌スイッチ
| 伊豆急行100系電車で使用されていた棒状の車掌スイッチ、扉を開けた時の状態。 |  | 扉を閉めた時の状態。 |
| 伊豆急行100系電車で使用されていた棒状の車掌スイッチ、扉を開けた時の状態。 |  | 扉を閉めた時の状態。 |

車掌スイッチ（しゃしょうスイッチ）とは、鉄道やバスにおいて、運転士や車掌が、ドアを開閉するために使用する装置である。

## 構造

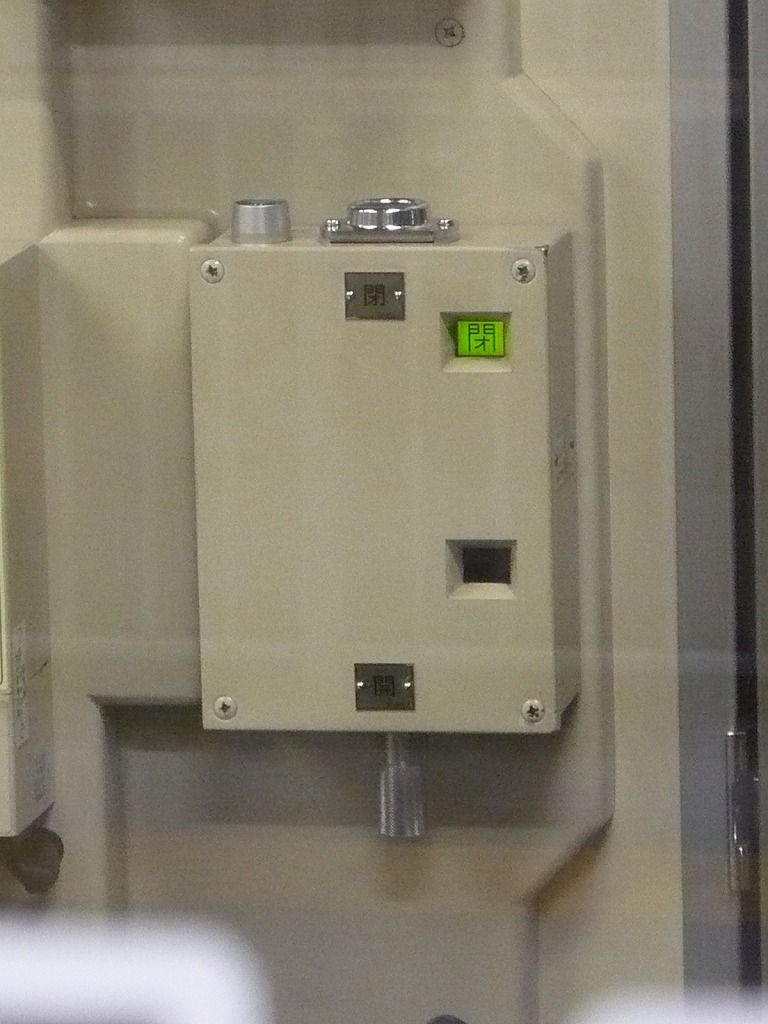
東京メトロ10000系電車の車掌スイッチ

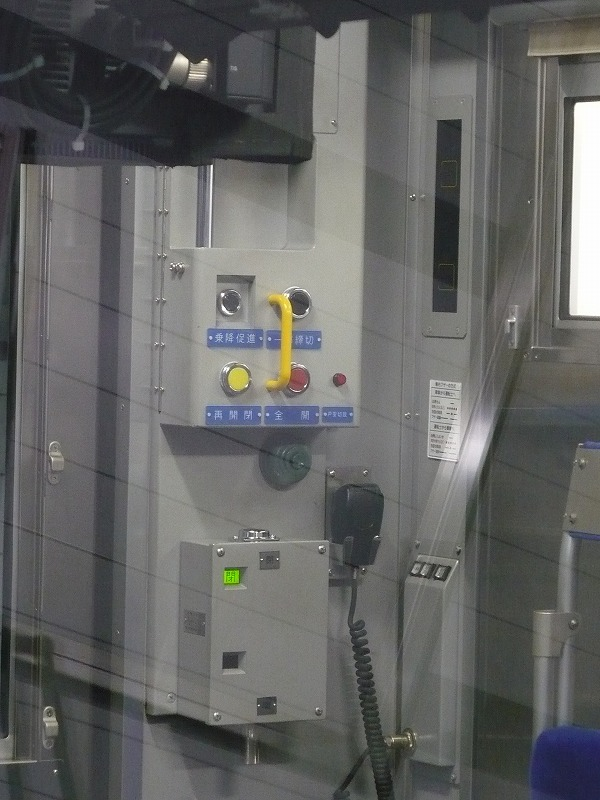
西武6000系電車の車掌スイッチと周辺機器

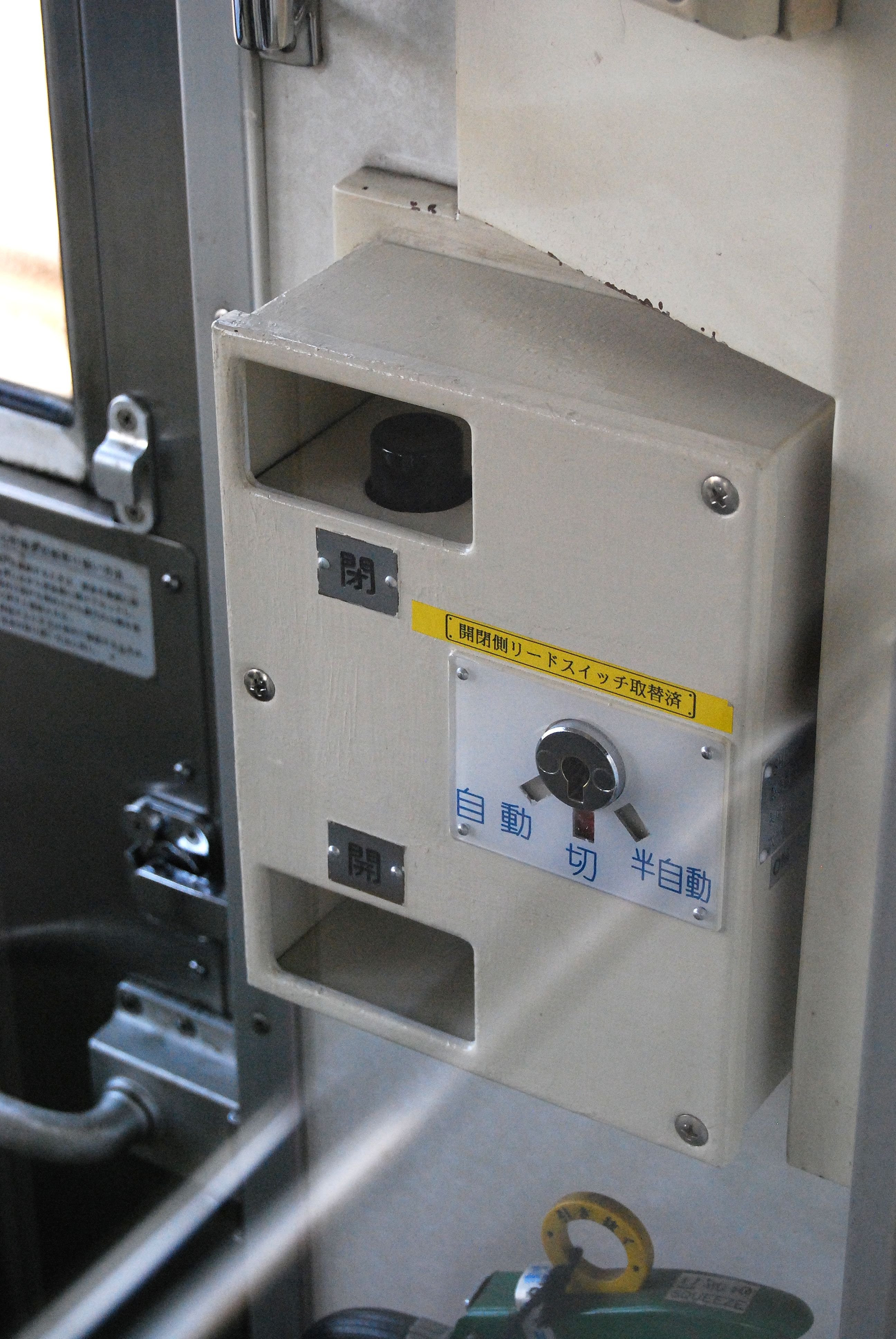
個別開閉対応型（JR東日本の205系500番台）

車掌スイッチは、鉄道車両やバスの乗務員室内に設置されており、古くから見られるタイプ（直接制御式 ロッド式）では上下に1本の棒（プッシュロッド）が貫いた形状をしている。比較的新しい車両で見られるタイプ（間接制御式、リレー式）のものでは上下に1つずつ押しボタンスイッチが付いている。上側に「閉」と書かれたスイッチ、下側に「開」と書かれたスイッチが付いている。基本的には開ける際、下のボタンを押して開扉、閉じる際には上のボタンを押して閉扉させる。近畿日本鉄道・高松琴平電気鉄道など一部の事業者は開閉位置が逆の場合もある。安全のためスイッチ自体は車掌が所持する鍵によってロック（鎖錠）/ロック解除（鎖錠解除）する事が出来る。
棒状のものには、回路の接続・切断を転換するためのドーナツ形か角棒形の接点が付いており、これによってドアエンジンを制御し、ドアを開閉する仕組みになっている。
停車駅が近付いたら、車掌が所持している鍵でスイッチのロックを解除し、列車が完全に停車したら、停車位置が所定位置であること、操作するドアがホーム側であることなど、旅客の乗降に支障が生じないことを確認した上でスイッチを操作しドアを開閉する。
車掌スイッチは乗務員扉の傍に必要な機器とともに設置している。西武6000系電車などで見られるユニットタイプは、上から非常ブレーキスイッチ、乗降促進スイッチ、再開閉スイッチ、を設置し、隣に一部締切スイッチ、その下に合図ブザー（電鈴）があり、さらに下に車掌スイッチを設けている。壁には走行表示灯と開扉号車のモニタ表示灯も設置している。
鉄道車両のドアには戸閉め保安装置が搭載されており、走行中（5km/h以上）に誤ってスイッチを操作してもドアが動作しない仕組みになっている。車掌スイッチの近くに「走行中」か「走行」と書かれたランプがあり、これが点灯している間はスイッチを操作しても動作しない。また、戸閉め連動装置により全てのドアが閉じて運転台の（戸閉め）知らせ灯（パイロットランプ）が点灯しない限り主制御器の力行回路が構成されない。「開」の状態で停車した場合は、以下の2種類がある。
- 「走行中」ランプは点灯したままでドアは動作せず、いったん「閉」位置に戻すとランプは消灯しドアを開閉できるもの[1]
- 「走行」ランプが消灯し、5km/h以下でドアが開扉するもの[2]

また、戸閉め保安装置の故障の際、この機構を開放する「非常短絡スイッチ（戸閉め保安短絡スイッチ）」を設けている車両もある。このスイッチを投入している間は、走行中であってもドアを開閉することができる。ドア故障などで一部のドアが閉じない状態で走行する場合は、戸閉め連動装置を非連動として、戸閉め不点灯でも力行できる状態にする。この扱いをする場合は故障したドアに保安要員を配置したり、その車両全体を立入禁止として前後の貫通扉を締切りとする必要がある。

### 制御方式

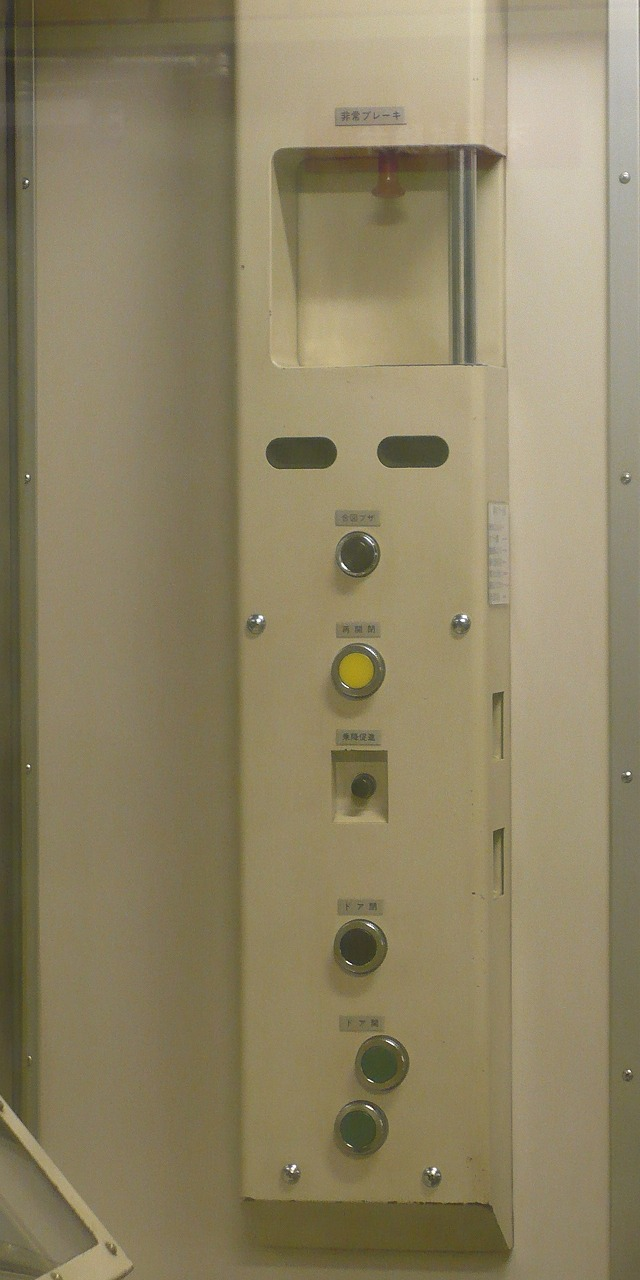
東京都交通局6300形電車の押しボタン式車掌スイッチ

古くからある直接制御式では、1本の棒が本体を貫いており、進行方向を変更する際に運転士が車掌スイッチを操作する場合がある。これは、車両によっては編成中1か所でも車掌スイッチが「開」のままになっていると「閉」操作をしてもドアが閉まらないことに起因する。このため始発駅出発前に運転士は車掌スイッチの確認も行っている。
間接制御式（リレー式）では押しボタンによるスイッチを上下双方に設けていることから、折り返し時に上記の操作が不要となっている。特にワンマン運転を実施している路線では折り返し時の操作を省略するためにこの方式を採用する車両もある。この場合、一部の車両では側面の壁方向にボタンを設置し、開扉は誤操作防止の観点から2ボタン、閉扉は1ボタンとしている事例も多い。

### 特殊な装備

#### 此ノ戸・他ノ戸

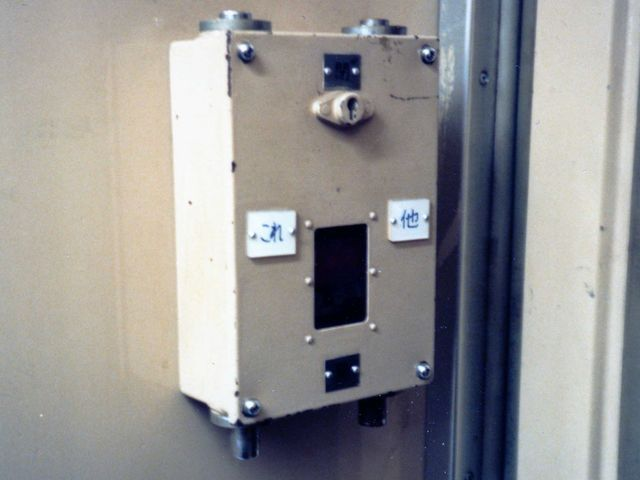
国鉄サロ165形のデッキにあった車掌スイッチ。「これ」はこの扉のみ、「他」はその他の扉に作用する

ドアを開閉するスイッチの棒は、1つだけのものと2つ付いているものがある。2つある場合は「此ノ戸」・「他ノ戸」と書かれていて、「此戸用」・「他戸用」と言うこともある。それぞれ別々の扉を扱うスイッチで、使い分け方は事業者や車両・両数などによって異なっていて2通りある。最近ではスイッチが1つだけの車両が増えている。
- 「此ノ戸」はスイッチの目の前のこの1つの扉のスイッチで、「他ノ戸」が他全ての扉のスイッチである。
- 「此ノ戸」はこの車両の扉のスイッチで、「他ノ戸」が他の車両のスイッチである。

前者の方式は、車掌が車内改札などで乗務員室を離れたままドア扱いをする際に用いられる。その手順は以下の通り。開扉時は「此ノ戸」を先に操作して目の前の扉のみ開けて安全確認をした後に「他ノ戸」を操作して編成全体のドアを開く。閉扉時は「他ノ戸」を先に操作して目の前のドアを残して編成全体のドアを閉じ、安全確認の後に「此ノ戸」を操作して目の前の扉を閉じる。かつて半室式運転台が一般的だった時代には、運転台のない側には乗務員扉がない車両もあり、その場合には編成後端でも同様の操作をしていた。
なお、後者の方式を採用している路線の中には、ホームが短く1両分はみ出して停車する際に1両分のドアを締め切りとするため、「他ノ戸」だけを操作する方式をとっている事業者もある。
海外では、台湾鉄路管理局や台湾高速鉄道等、乗客用のドアに設置されている車掌スイッチでドアの開閉作業を行なうが、この場合も前述と同様に、スイッチによって動作するドアが異なっている。台湾鉄路管理局の車両では、車掌が所持する鍵によってロック解除を行なうと、目の前の扉のみ開き、安全確認後に「開」ボタンを操作して編成全体のドアを開く。閉扉時は「閉」ボタンを操作して目の前のドアを残して編成全体のドアを閉じ、安全確認の後に鍵を外してロックすると、目の前の扉が閉じる。

#### 車内保温対策
車両に扉個別スイッチを設けた場合、車掌スイッチもそれに対応している専用品を使用することが多い。鍵を通常の「入」「切」に加え、個別操作機能を作動させるために専用の鍵ポジションがあるタイプが主流となっており、通常の「入」に相当する位置は「自動」と表記され、個別動作機能用は「半自動」と書かれているが、一部の事業者では、通常の車掌スイッチに動作機能を切り換えるスイッチを併設している。

### 方向切換器と戸閉制御切換装置
列車を運転する際には車両の前後を認識させ、車掌スイッチの操作は後部車側でしか操作できなくすることが多い。これは運転台にある「方向切換器」という装置で切り換え、位置は「前・中・後」がある。通常の運転時には進行方向側を「前」、後部側を「後」位置に合わす。これによって各機器の機能が切り替わる。なお、鉄道事業者によっては運転切換スイッチや戸閉切換（とへいきりかえ）スイッチ、前後切換スイッチと呼ぶ場合もある。
また、ワンマン運転を行っている路線では折り返しの際に、この操作をするのは手間がかかり、誤操作のおそれもある。このためマスコンキーの挿入した側を「前」方向と認識させる。このための装置として「戸閉制御切換装置（とへいせいぎょきりかえそうち）」を両先頭車の床下に搭載する。
これは前述した前後認識のほかワンマン・ツーマン切換スイッチの操作で運転台戸閉手元スイッチおよび側車掌スイッチの操作を制限させる機能がある。さらにATO送受信装置（情報伝送装置）とのインタフェースによりホームドアと車両ドアを連動して制御させる機能がある。特にこの装置を採用した場合、方向切換器の省略が可能となることから、ツーマン運転の路線でも導入している場合もある。
なお、事業者や路線、車両形式によっては、編成中間の運転台付き車両や先頭の車両でも、車掌がドア開閉をできるようにしている場合もある。特急列車などの車内改札では進行方向に対して前から後ろに、乗客に対面で対応する方がよいとする事業者の中には、車掌による始発駅でのドア開閉を先頭の運転室で行う事業者もある。他の例では、ホームが短く1両分はみ出して停車する際、上り列車も下り列車も（踏切のない側など）同じ側に1両はみ出す関係で、先頭側がはみ出す場合では、運転士が「他ノ戸」のスイッチを操作する事業者もある。